# Aircrack-ng
Aircrack-ng este o suită de instrumente software care se concentrează pe securitatea rețelelor WiFi. Este folosit pentru a monitoriza, testa și ataca rețelele WiFi, inclusiv cele criptate cu WEP, WPA și WPA2.
Iată câteva funcții principale ale Aircrack-ng:
- Monitorizare: Capturarea și exportul de pachete de date pentru procesare ulterioară de către alte instrumente.
- Atacuri: Atacuri de reînnoire, deconectare forțată, puncte de acces false și altele prin injectarea de pachete.
- Spargere (cracking): Descifrarea parolelor WiFi pentru a accesa rețelele.

Este important de menționat că utilizarea Aircrack-ng trebuie să fie legală și etică, și este adesea folosit pentru testarea securității rețelelor WiFi de către administratori IT și experți în securitate.